# ARP 스푸핑

성공적인 ARP 스푸핑 공격은 네트워크 상의 라우팅을 공격자가 바꿈으로써 효과적으로 중간자 공격을 수행할 수 있도록 한다.

ARP 스푸핑(ARP spoofing)은 근거리 통신망(LAN) 하에서 주소 결정 프로토콜(ARP) 메시지를 이용하여 상대방의 데이터 패킷을 중간에서 가로채는 중간자 공격 기법이다. 이 공격은 데이터 링크 상의 프로토콜인 ARP 프로토콜을 이용하기 때문에 근거리상의 통신에서만 사용할 수 있는 공격이다.
이 기법을 사용한 공격의 경우 특별한 이상 증상이 쉽게 나타나지 않기 때문에 사용자는 특별한 도구를 사용하지 않는 이상 쉽게 자신이 공격당하고 있다는 사실을 확인하기 힘들다.

## 과정
로컬 영역 네트워크에서 각 장비의 IP 주소와 MAC 주소간의 대응은 ARP 프로토콜을 통해 이루어진다. 이때 공격자가 의도적으로 특정 IP 주소와 자신의 MAC 주소로 대응하는 ARP 메시지를 발송하면, 그 메시지를 받은 장비는 IP 주소를 공격자 MAC 주소로 인식하게 되고, 해당 IP 주소로 보낼 패킷을 공격자로 전송하게 된다. 이때 공격자는 그 패킷을 원하는 대로 변조한 다음 원래 목적지 MAC 주소로 발송하는 공격을 할 수도 있다.
흔히 사용되는 공격 방식은 게이트웨이 IP를 스푸핑하는 것으로, 이 경우 외부로 전송되는 모든 패킷이 공격자에 의해 가로채거나 변조될 수 있다. 또는, 두 노드에 각각 ARP 스푸핑을 하여 두 장비의 통신을 중간에서 조작하는 기법도 자주 사용된다.

## 은닉성
와이어샤크와 같은 패킷 감지 프로그램을 이용하면 주기적으로 자신의 주소가 아님에도 불구하고 ARP신호를 보내는 패킷을 확인할 수 있기 때문에 쉽게 감지할 수 있다.

## 방어 방법

### 정적 ARP 엔트리 사용
로컬 방식에서 사용되는 공격 방식이기 때문에, 로컬 ARP 캐시를 정적으로 정의할 수 있다. 이 경우 ARP 신호를 받으면 자신의 ARP테이블을 먼저 확인하고, Static(정적)으로 입력된 MAC주소에 대해서는 갱신하지 않는다.
ARP 스푸핑을 확인하는 소프트웨어는 ARP 응답을 상호확인하는 방법이나, 특별한 형식의 인증서를 사용한다. 인증되지 않은 ARP 응답은 차단된다.

## 같이 보기
- DNS 스푸핑
- IP 주소 스푸핑